# Al-Nasr Sports Cultural and Social Club
L'Al-Nasr Sports Cultural and Social Club (ar. نادي النصر), noto anche come Al-Nasr Bengasi, è una società calcistica libica con sede nella città di Bengasi. Milita nella massima divisione del campionato libico di calcio.

## Palmarès

### Competizioni nazionali
- Campionato libico: 3

1987, 2018, 2023-2024
- Coppa di Libia: 3

1997, 2003, 2010

### Altri piazzamenti
- Campionato libico:

Secondo posto: 1977–1978, 1983–1984, 2001–2002, 2002–2003
- Coppa delle Coppe d'Africa:

Semifinalista: 1985